# Pyrausta acrobasella
Pyrausta acrobasella là một loài bướm đêm trong họ Crambidae.